# Microthamnium puiggarii
Microthamnium puiggarii là một loài Rêu trong họ Hypnaceae. Loài này được (Geh. & Hampe) Kindb. mô tả khoa học đầu tiên năm 1891.